# Peeratat Phoruendee
Peeratat Phoruendee (Thai: พีรทรรศ์ โพธิ์เรือนดี, * 15. März 1979 in Lop Buri) ist ein ehemaliger thailändischer Fußballspieler.

## Karriere
Es ist nicht belegt, wo Peeratat Karriere wirklich begann. Er spielte jedoch von 2002 bis 2007 für BEC-Tero Sasana. Es war die erfolgreichste Zeit seiner Karriere bisher. Er wurde mit dem Verein zweimal Vizemeister und stand 2003 im Finale der AFC Champions League. Insgesamt bestritt er 109 Spiele für BEC-tero und erzielte dabei 8 Tore. Seit 2007 spielt er für seinen jetzigen Verein TTM Samut Sakhon FC.
Für die Nationalmannschaft Thailands lief er erstmals im Kader der U-23 auf. Mit ihr konnte er 2001 die Goldmedaille bei den Südostasienspielen erringen. Es waren die ersten Südostasienspiele seit Beginn der Austragung 1959, welche im Bereich Fußball ausschließlich von U-23 Spielern bestritten wurden. Ein Jahr später – 2002 – stand er im Kader der Elf, welche bei den Asienspielen für Thailand den 4. Platz erringen konnten. Mit der Mannschaft gewann er die ASEAN-Fußballmeisterschaften 2002. Das letzte große Turnier, welches er mit der Nationalelf bestritt, waren die Fußball-Asienmeisterschaften 2004.

## Auszeichnungen und Erfolge

### Verein
BEC-Tero Sasana FC
- Thai Premier League Vizemeister 2002/03, 2003/04
- AFC-Champions-League-Finalist 2002/03

### Nationalelf
- Teilnahme an der Endrunde zur Fußball-Asienmeisterschaft 2004
- ASEAN-Fußballmeisterschaft Gewinner 2002
- Asienspiele 4. Platz 2002 (U-23)
- Südostasienspiele Goldmedaille 2001 (U-23)